# Cerkev sv. Kristine, Bolsena
Cerkev sv. Kristine je rimskokatoliška bazilika v Bolseni, pokrajini Viterbo, deželi Lacij v Italiji. Cerkev je najbolj znana po tem, da je bila mesto evharističnega čudeža leta 1263, ovekovečenega z Rafaelovo Mašo pri Bolseni v apostolski palači v Vatikanu. Prav tako je bila pokopališče za mučenko in svetnico Kristino Bolsensko.

## Zgodovina
Cerkev je leta 1077 posvetil papež Gregor VII.. Pročelje je naročil papež Leon X., dokončana pa je bilo v letih 1492 do 1494 po zasnovi Francesca in Benedetta Buglionija. Oba portala imata večbarvne lunete florentinskih umetnikov v slogu Della Robbia. Levo od fasade je poznobaročni zunanji vhod v Kapelo čudeža. Na visokem zvoniku iz 13. stoletja so romanska okna s krogovičjem.

## Notranjost
Triladijska notranjost ima freske iz 14. do 16. stoletja. Glavni oltar ima poliptih (okoli 1450) Sana di Pietra (1406–1481 - italijanski slikar sienske slikarske šole).
Desno od glavne ladje sta dve kapeli. Prva je kapela Santissimo Sacramento (blagoslovljenega zakramenta) z Buglionijevim tabernakljem. Druga kapela, posvečena sveti Luciji, ima freske iz 15. stoletja Giovannija Andrea de Ferrarija in Buglionijev doprsni kip svetnice.
Levo od glavne ladje lahko preko marmornega portala je kapela (evharističnega) čudeža. Kapela je zdaj ovita z veliko poznobaročno kapelo levo od cerkve s cilindrično kupolo, ki jo je zasnoval Tommaso Mattei. Fasado je leta 1693 zasnoval Virginio Vespignani. Na glavni oltarni sliki je prikazan čudež, ki ga je naslikal Francesco Trevisani. Pod sliko na oltarju, je bil narejen pozlačen okvir (1940 za hrambo kamna, obarvanega s krvjo, ki naj bi bil relikvija čudeža. Evharistija je na ogled v stolnici v Orvietu.
Zraven te kapele je vhod v Groto Santa Santa Cristina - jama, v kateri so starokrščanski pokopi. Kapela ima ograjo, ki ščiti dejanski oltar čudeža. V kapeli terakota ikono svetnice, ki leži na skali (delo Benedetta Buglionija) ko je poskušala doseči svoje mučeništvo v starosti 11 let. Obstaja tudi zid, na katerem naj bi bili odtisi svetnice od njene neuspele utopitve. Pod Buglionijevim kipom je sarkofag iz 4. stoletja, ki hrani relikvije svetnice.
- Grobnica svete Kristine z Buglionijevo skulpturo v središču kipa ponazarja kamen, uporabljen pri poskusu njene utopitve.
- Luneta vhodnega portala, Buglioni
- Oltar čudeža v jami sv. Kristine
- Evharistični čudež Bolsene v relikviariju, ki ga je ustvaril Ugolino di Vieri